# Husník a Häusler, fotochemigrafický umělecký ústav
Husník a Häusler, fotochemigrafický umělecký ústav je zrušená polygrafická firma v Praze, která se nacházela v ulici Husinecká. Spolu s firmami J. Štenc nebo M. Schulz patřila k nejvýznamnějším pražským reprodukčním závodům. Budova firmy je v majetku České republiky.

## Historie
Od roku 1879 měl český malíř, grafik, fotograf a vynálezce světlotisku Jakub Husník v Praze na Vinohradech na Sadové silnici (Wilsonova) čp. 95 zinkografickou dílnu a fotografický ateliér, kde vyráběl fotolitografický přetiskový papír. Roku 1888 do firmy vstoupil jako nový partner jeho zeť, grafik a malíř Artur Häusler (6. 9. 1869 – 8. 10. 1938), se kterým mimo jiné tiskli vodoznaky – další Husníkův vynález. Pro firmu pracoval i syn Jaroslav Husník, který se zasloužil při výrobě a dodávání trojbarvotiskových štočků. Roku 1900 přesídlila firma do novostavby na Žižkov v Husinecké ulici, postavené podle návrhu architekta a stavitele Eduarda Sochora.
Budova
Zděná trojkřídlá stavba ve vnitrobloku mezi činžovními domy spočívala na mohutném kamenném soklu. Sokl byl odlehčen klenutým podloubím, které prosvětlovalo suterenní místnosti. V postranních křídlech krytých mansardovou střechou se nalézaly fotoateliéry s vysokými okny. Cihelná fasáda byla zdobena štukem a železnými prvky.
Zánik
Činnost ve firmě postupně ustala po smrti Artura Häuslera roku 1936. Objekt získala chemicko-farmaceutická firma Remed, a.s., která jej roku 1940 přestavěla podle plánů architekta Vincence Dvořáka – k budově byla přistavěna další poschodí a zahradní objekt pro laboratoře. Pro „Spojené závody farmaceutické – závod Remed“ postavil v ohybu ulice Husinecké čtyřpatrovou správní budovu architekt Bohumír Kozák.
Po roce 1989
Areál je v majetku státu a využívá jej Pozemkový fond ČR.